# Риверо Орамас, Рафаэль
Рафаэль Антонио Риверо Орамас (исп. Rafael Antonio Rivero Oramas; 13 июня 1904, усадьба Валье-дель-Брамадор, Таката, штат Миранда — 4 августа 1992, Каракас) — венесуэльский детский писатель, редактор, художник, кинематографист.

## Биография
В 1919—1924 гг. учился в каракасской Академии художеств, работал иллюстратором. В середине 1920-х гг. выступил основателем нескольких недолговечных иллюстрированных журналов: El Fakir (с исп. — «Факир»; 1924), Cúas Cuás (с исп. — «Ку-ку»; 1925) и Caricaturas (с исп. — «Карикатуры»; 1926), два последних совместно с Алехандро Альфонсо Ларраином. В этот же период вместе с братом Анибалем стоял у истоков венесуэльского кинематографа, основал киностудию «Авила», в 1928 г. снял художественный фильм «Галантный до безумия» (исп. Un galán como loco), за которым последовали ещё несколько кинолент, в том числе первый венесуэльский звуковой фильм — короткометражку 1938 года «Табога» (в которой популярный в Венесуэле ансамбль Бильо Фрометы исполнял одноимённую песню), — и полнометражную ленту на социальные темы «Хуан с улицы» (исп. Juan de la calle; 1941) по рассказу Ромуло Гальегоса. Как художник занимался оформлением книг — в частности, нарисовал обложки к роману Гальегоса «Донья Барбара» и к сборнику Артуро Услара Пьетри «Баррабас и другие истории». В 1938—1949 гг. возглавлял первый венесуэльский массовый журнал для детей Onza, Tigre y León (с исп. — «Ягуарунди, тигр и лев»), публиковавший главным образом травелоги и рассказы о венесуэльской флоре и фауне. В 1949 г. вместо него основал другой детский журнал, Tricolor (с исп. — «Трёхцветник»). Во второй половине 1940-х гг. вместе с Хосе Фернандесом Диасом был одним из координаторов Свободной художественной мастерской.
Своё литературное творчество Риверо полностью посвятил детям. В 1931—1962 гг. выступал по радио с рассказами для детей из цикла «Приключения дядюшки Николаса» (исп. Las aventuras del Tío Nicolás), в 1932—1933 гг. выпустил два рассказа из этого цикла в виде комиксов. Среди других книг Риверо выделяется роман «Белый тапир» (исп. La danta blanca; 1965) — первый венесуэльский приключенческий роман для подростков, рассказывающий о поисках таинственного белого тапира среди девственной венесуэльской природы.